# Étienne-Jean Cassignol
Étienne-Jean Cassignol, né le 17 septembre 1930 à Carcassonne et mort le 20 septembre 2023 à Paris, est un scientifique et dirigeant d'entreprise français, professeur à l'Insa Toulouse et à la faculté des sciences de la même ville, où il a dirigé de nombreuses années la première usine de production de circuits intégrés hors des États-Unis de l'entreprise américaine Motorola.

## Biographie
Étienne-Jean Cassignol est né en 1930 à Carcassonne (Aude). Il est issu d'une famille de "vignerons installés depuis des générations dans l'Aude.

### Recherches universitaires
Scientifique de formation, diplômé de l'Ecole nationale supérieure d'électrotechnique, d'électronique et d'hydraulique de Toulouse (ENSIEEHT), il est d'abord coopérant au Brésil, où il a a longtemps enseigné, et maître de conférences puis professeur à la faculté des sciences de Toulouse de 1956 à 1966, où il est l'auteur d'une thèse sur les semi-conducteurs, obtenue en 1960. A l'Université de Toulouse, dans un laboratoire universitaire, il a mis sur pied un groupe de recherches sur les applications électroniques des semi-conducteurs, et y a compté parmi ses élèves Marc Lassus, futur fondateur de Gemplus, qu'il a recruté ensuite dans l'industrie.

### Implantation de Motorola à Toulouse
En mai 1966, à l'âge de 36 ans, il apprend que Motorola, leader mondial dans les semi-conducteurs et futur NXP Semiconductors, veut s'implanter en Europe car une délégation conduite par Lester Hogan, PDG du groupe américain et ancien professeur de physique de Harvard, a entrepris, entre autres, "un tour de France": on lui demande de faire visiter à la délégation américaine ses laboratoires.
Les prospecteurs de Motorola recherchaient leur première implantation à l'étranger depuis déjà un an au moins, l'ayant d'abord souhaitée "près des grands aéroports de Nice ou de Genève", où au printemps 1965, ils ouvrent un centre de services puis prévoient en juillet une usine à côté, à Ferney-Voltaire, n'optant finalement pour Toulouse qu'au cours de l'hiver 1966-1967 grâce à l'implication d'Etienne-Jean Cassignol,.
Quelques mois après la visite américaine à Toulouse, Etienne-Jean Cassignol est en mission de coopération universitaire au Brésil, quand il reçoit en juillet 1966 une lettre de Lester Hogan, l'invitant à visiter Motorola aux Etats-Unis. Il accepte. Une fois sur place, après trois jours d'interview, Motorola lui apprend que le centre européen de fabrication de semi-conducteurs sera finalement implanté à Toulouse, et lui en propose la direction, à condition de « tout faire : acheter le terrain, bâtir une usine, recruter des ingénieurs et des techniciens ». Jean Lagasse, qui a assuré la création, la direction et la promotion du Laboratoire d'Automatisme et Architecture des Systèmes (LAAS-CNRS de Toulouse) a aussi joué un rôle important dans l'implantation de Motorola.
En mars 1967, le ministre de l'Économie Michel Debré autorise  Motorola a ouvrir une usine de semi-conducteurs. Le maire, Louis Bazerque signe l'acte de cession des 21 hectares, dans la ZUP du Mirail, le 18 mars, Etienne Cassignol, révélant que les travaux commenceront fin mars, pour une usine "prête à entrer en activité dans un an" avec "dans un premier temps" 1500 emplois", puis 5000 vers 1970", aux trois-quarts des femmes. C'est l'un des six "grands" producteurs américains de composants qui ont essaimé en France depuis 1957, avec Texas Instrument à Villeneuve-Loubet, dans les Alpes-Maritimes, Fairchild Semiconductor à Rennes, ITT à Colmar, Transitron, à Vernon, dans l'Eure, Sprague à Tours et IBM à Corbeil-Essonnes.
Marc Lassus et d'autres anciens élèves de Cassignol sont envoyés se former pour 6 mois aux Etats-Unis dans l’équipe R&D de l’usine Motorola de Phoenix en Arizona, où Lassus rencontre Jean-Luc Grand-Clément, fondateur d'Eurotechnique en 1979, et Pasquale Pistorio, futur PDG de l’entreprise italienne SGS puis de STMicroelectronics.

### Carrière chez Motorola
Les premiers bâtiments de l'usine Motorola de Toulouse, qui nécessitent des conditions spécifiques pour la production de circuits intégrés miniaturisés, sont construits par l'entreprise américaine Austin Europe, après que les préconisations architecturales de Georges Candilis ont été écartées, : elle évoque les bâtiments de l'usine de Fort Lauderdale en Floride. En 1972, l'usine de Toulouse employait 2000 personnes, dont 150 ingénieurs, ce qui en faisait l'un des premiers employeurs de la région. Mars Lassus revient en France en 1970 pour diriger la production de l’usine de Toulouse, où il fait la connaissance de Roland Moreno, l’inventeur de la carte à puce et passe 9 ans avant de se voir confier en 1979, la création d’une nouvelle usine en Ecosse.

### Carrière dans  l'électronique automobile et chez Hachette
Étienne-Jean Cassignol a lui opté en 1973 pour l'électronique automobile, en acceptant un poste de directeur général de Jaeger, avant de rejoindre le groupe d'électronique de défense de Jean-Luc Lagardère qui en 1980 lui a confié les activités industrielles d'Hachette, après la prise de contrôle par le groupe Matra. En avril 1981, au sein de cette nouvelle galaxie, il devient directeur général de la branche distribution de Hachette puis directeur général du groupe Hachette Industrie en juillet 1984. Les Nouvelles Messageries de la presse parisienne (NMPP) nomment en 1985 Etienne-Jean Cassignol au poste de directeur général, où il succède à Jean Bardon récemment décédé.
Étienne-Jean Cassignol meurt le 20 septembre 2023.

## Distinctions
- Chevalier de la Légion d'honneur, 1987[13].
- Officier de l'ordre national du Mérite.
- Médaille de la Ville de Paris.